# Bock (île)
Pour les articles homonymes, voir Bock (homonymie).
l’île Bock est une île allemande qui se situe au sud du Hiddensee et appartient à la Mecklembourg-Poméranie-Occidentale. L’île est artificielle et inhabitée.